# Fulminacci
  Filippo Uttinacci (n. 12 septembrie 1997, Roma, Italia), cunoscut ca Fulminacci, este un cantautor italian.